# 야마토군 (야구)
야마토군(일본어: 大和軍 야마토군[*], 영어: Yamato Baseball Club)는 1937년 봄부터 1943년까지 7년간 존재했던 일본 프로 야구의 일본 야구 연맹 소속 구단이다.
한때 구단 이름으로 이글스가 사용된 적이 있으나 현존하는 구단인 도호쿠 라쿠텐 골든이글스와는 무관하다.

## 구단의 역사
1937년 1월 18일, 당시 건설 중에 있던 고라쿠엔 구장(같은 해 9월 11일 준공)의 같은 구장 직속으로 있던 직업 야구팀으로 오시카와 기요시, 고노 아쓰시에 의해 고라쿠엔 이글스(後楽園イーグルス)가 결성됐다.
프랜차이즈제의 구상 아래 구장이 구단을 경영하는 형태를 취했으나 경영 부진으로 인한 양측의 의견 차로 인해 1937년 10월에 사업 관계를 정리했고 대일본 맥주(아사히 맥주와 삿포로 홀딩스의 전신)을 이끌고 있던 정계의 장로 다카하시 류타로가 스폰서가 되면서 1938년부터 구단명을 이글스(イーグルス)로 개명했다.
1940년 9월 15일에 열렸던 이사회에서 구단 이름을 일본어로 통일하기로 결정하고 10월 6일 구로와시군(黒鷲軍)으로 명칭을 변경했다. 하지만 적자 경영은 여전했기 때문에 1942년 시즌 도중에 야마토 공작소에 매각돼 9월 12일부터 야마토군(大和軍)이라는 이름을 사용하게 됐다. 1943년 시즌에 구단은 해산했다.
고노는 1945년 제2차 세계 대전이 끝나자 야마토군 선수를 중심으로 실질적인 야마토군의 후계인 도쿄 컵스(東京カッブス)를 결성해 일본 야구 연맹의 회장인 스즈키 류지에게 가입을 신청했다. 그러나 도쿄 교진군의 대표였던 이치오카 다다오의 격렬한 반대에 부딪혀 무산됐다. 고노는 이듬해인 1946년 1월에 사망했으나 구단은 살아남아 이후 국민 야구 연맹의 유키 브레이브스로 그 계보가 이어지게 됐다.

## 팀의 특징
나고야군에서 이적한 일본 프로 야구 사상 순수 외국인 선수 1호인 버키 해리스가 공수에서 활약했으며 강타자 다카하시 요시오, 강속구 투수였던 가메다 다다시, 그리고 희대의 명 1루수인 나카가와 미요시 등 당대의 인기 선수들이 갖추어져 있었다.

## 역대 감독
- 모리 시게오(1937년 춘계 ~ 1939년 중간)
- 야마와기 쇼지(1939년 도중 ~ 1940년 중간)
- 사와 도요오(1940년)
- 스기타야 마모루(1941년)
- 데라우치 가즈타카(1942년 ~ 1942년 중간)
- 가리타 히사노리(1942년 도중 ~ 1943년 해체 당시)

## 팀 성적·기록
- A클래스 : 2회(1937년 추계 ~ 1938년 춘계)
- B클래스 : 7회(1937년 춘계, 1938년 추계 ~ 1943년)
- 연속 A클래스 진입 최장 기록 : 2년 연속(1937년 추계 ~ 1938년 춘계)
- 연속 B클래스 최장 기록 : 6년 연속(1938년 추계 ~ 1943년)
- 최하위 : 3회(1937년 춘계[2], 1939년[3], 1942년[4])
- 최다 승리 : 46승(1940년)
- 최다 패배 : 68패(1942년)
- 최다 무승부 : 10무(1942년)
- 최고 승률 : .596(1937년 추계)
- 최저 승률 : .214(1937년 춘계)

## 기타 기록
- 최소 경기 차이 : 10경기(1938년 춘계)
- 최대 경기 차이 : 43.5경기(1942년)
- 최다 홈런 : 20개(1939년)
- 최소 홈런 : 5개(1937년 춘계)
- 최고 타율 : .247(1937년 추계)
- 최저 타율 : .180(1938년 추계, 1943년)[5]
- 최고 평균 자책점 : 2.24(1940년)
- 최저 방어율 : 3.97(1937년 춘계)

## 역대 홈구장
- 고라쿠엔 구장(1937년 ~ 1943년)